# Canton de Saint-Béat
Le canton de Saint-Béat est une ancienne division administrative française, située dans le département de la Haute-Garonne et la région Midi-Pyrénées.

## Géographie
Le canton longe la vallée de la Garonne jusqu'à la frontière espagnole.
La Route nationale 125 qui le traverse offre d'ailleurs l'accès le plus aisé (sans col) au territoire espagnol du Val d'Aran.

### Cantons limitrophes
|                                    | Barbazan              | Aspet                           |
| Mauléon-Barousse (Hautes-Pyrénées) | Canton de Saint-Béat  | Castillon-en-Couserans (Ariège) |
| Bagnères-de-Luchon                 | Val d'Aran ( Espagne) |                                 |

## Composition
Le canton regroupait 22 communes et comptait 3 796 habitants (population municipale) au 1er janvier 2010.
| Nom                    | Code Insee | Intercommunalité                 | Superficie (km2) | Population (dernière pop. légale) | Densité (hab./km2) |
| ---------------------- | ---------- | -------------------------------- | ---------------- | --------------------------------- | ------------------ |
| Saint-Béat (chef-lieu) | 31471      | CC Pyrénées Haut Garonnaises     | 7,37             | 393 (2014)                        | 53                 |
| Argut-Dessous          | 31015      | CC des Pyrénées Haut-Garonnaises | 2,70             | 27 (2014)                         | 10                 |
| Arlos                  | 31017      | CC des Pyrénées Haut-Garonnaises | 9,41             | 97 (2014)                         | 10                 |
| Bachos                 | 31040      | CC des Pyrénées Haut-Garonnaises | 2,67             | 34 (2014)                         | 13                 |
| Baren                  | 31046      | CC des Pyrénées Haut-Garonnaises | 3,06             | 11 (2014)                         | 3,6                |
| Bezins-Garraux         | 31067      | CC des Pyrénées Haut-Garonnaises | 7,71             | 39 (2014)                         | 5,1                |
| Binos                  | 31590      | CC des Pyrénées Haut-Garonnaises | 1,96             | 43 (2014)                         | 22                 |
| Boutx                  | 31085      | CC des Pyrénées Haut-Garonnaises | 47,28            | 242 (2014)                        | 5,1                |
| Burgalays              | 31092      | CC des Pyrénées Haut-Garonnaises | 5,05             | 127 (2014)                        | 25                 |
| Cazaux-Layrisse        | 31132      | CC des Pyrénées Haut-Garonnaises | 2,76             | 53 (2014)                         | 19                 |
| Chaum                  | 31139      | CC des Pyrénées Haut-Garonnaises | 5,70             | 188 (2014)                        | 33                 |
| Cierp-Gaud             | 31144      | CC des Pyrénées Haut-Garonnaises | 13,90            | 767 (2014)                        | 55                 |
| Esténos                | 31176      | CC des Pyrénées Haut-Garonnaises | 3,41             | 185 (2014)                        | 54                 |
| Eup                    | 31177      | CC des Pyrénées Haut-Garonnaises | 2,22             | 129 (2014)                        | 58                 |
| Fos                    | 31190      | CC des Pyrénées Haut-Garonnaises | 18,17            | 247 (2014)                        | 14                 |
| Fronsac                | 31199      | CC des Pyrénées Haut-Garonnaises | 4,15             | 202 (2014)                        | 49                 |
| Guran                  | 31235      | CC des Pyrénées Haut-Garonnaises | 5,28             | 47 (2014)                         | 8,9                |
| Lège                   | 31290      | CC des Pyrénées Haut-Garonnaises | 2,72             | 42 (2014)                         | 15                 |
| Lez                    | 31298      | CC Pyrénées Haut Garonnaises     | 2,60             | 59 (2014)                         | 23                 |
| Marignac               | 31316      | CC des Pyrénées Haut-Garonnaises | 12,95            | 481 (2014)                        | 37                 |
| Melles                 | 31337      | CC des Pyrénées Haut-Garonnaises | 45,32            | 92 (2014)                         | 2                  |
| Signac                 | 31548      | CC des Pyrénées Haut-Garonnaises | 3,51             | 44 (2014)                         | 13                 |

## Démographie
| 1962  | 1968  | 1975  | 1982  | 1990  | 1999  | 2006  | 2011  | 2012  |
| ----- | ----- | ----- | ----- | ----- | ----- | ----- | ----- | ----- |
| 5 104 | 5 339 | 4 745 | 4 404 | 4 231 | 3 722 | 3 801 | 3 708 | 3 646 |

## Représentation

### Conseillers généraux de 1833 à 2015
| Période | Période      | Identité                              | Étiquette              | Qualité |
| ------- | ------------ | ------------------------------------- | ---------------------- | --- |
| 1833    | 1848         | voir Canton de Bagnères-de-Luchon     |                        | |
| 1848    | 1865 (décès) | Gérard Adolphe Martin                 | Majorité ministérielle | Propriétaire du château de Rachety à Cugnaux Président de chambre à la Cour de Toulouse Député (1844-1848)                                                   |
| 1865    | 1889         | Jean-François Sacase                  | Droite monarchiste     | Magistrat, député (1871), Sénateur (1876-1879) Président du Conseil Général                                                                                  |
| 1889    | 1897 (décès) | Pierre Poque                          | Républicain            | Propriétaire, maire de Saint-Béat |
| 1897    | 1901         | Louis Ebelot                          | Républicain modéré     | Avocat à Toulouse |
| 1901    | 1913         | Paul Talazac                          | Rad.                   | Propriétaire à Marignac, conseiller d'arrondissement |
| 1913    | 1925         | Jean-Marie Saint-Martin               | RG                     | Médecin Sénateur (1924-1928) Maire de Saint-Béat (1919-1928)                                                                                                 |
| 1925    | 1940         | Jean Marcellin Vivès                  | Rad.                   | Médecin Maire de Cierp, conseiller d'arrondissement Membre de la Commission administrative départementale (1941-1943) Nommé conseiller départemental en 1943 |
|         |              |                                       |                        | |
| 1945    | 1973 (décès) | Achille Auban                         | SFIO puis PSU          | Chef de division à la Mairie de Toulouse Sous-secrétaire-d'Etat (juin à septembre 1957) Député (1947-1958) Maire de Saint-Béat (1947-1971)                   |
| 1973    | 1994         | Henri Dinguirard                      | PS puis DVG            | Directeur de l'Institut Médico-Pédagogique d'Aurignac Maire de Boutx                                                                                         |
| 1994    | 2015         | Bertrand Auban (fils d'Achille Auban) | PS                     | Enseignant Sénateur (1998-2014) Maire d'Eup de 1989 à 2008                                                                                                   |

### Conseillers d'arrondissement (de 1833 à 1940)
| Période                                  | Période      | Identité                     | Étiquette                | Qualité |
| ---------------------------------------- | ------------ | ---------------------------- | ------------------------ | --- |
| 1833                                     | 1848         | M. Gez                       |                          | Directeur de la poste aux lettres, Saint-Béat                                                               |
|                                          |              |                              |                          | |
| 1874                                     | 1880         | Jacques André Barrié         |                          | Docteur-médecin à Saint-Béat                                                                                |
| 1880                                     | 1886         | Gabriel Claverie             | Conservateur Monarchiste | Notaire à Saint-Béat                                                                                        |
| 1886                                     | 1887 (décès) | Jean-Philippe David          | Républicain              | Adjoint au maire de Saint-Béat, suppléant du juge de paix                                                   |
|                                          |              |                              |                          | |
| 1895                                     | 1901         | Paul Talazac                 | Radical                  | Propriétaire à Marignac                                                                                     |
|                                          |              |                              |                          | |
| 1904                                     | 1919         | Bertrand Burgalat            | Radical                  | Maire de Saint-Béat                                                                                         |
| 1919                                     | 1925         | Marcellin-Clément-Jean Vivès | Radical                  | Médecin, maire de Cierp                                                                                     |
| 1925                                     | 1934         | Bertrand Siman               | SFIO                     | Maitre d'études au lycée de Rodez Maire de Fos (1929-1941)                                                  |
| 1934                                     |              | Fernand Germès (1885-?)      | Radical                  | Surnuméraire de l'enregistrement, des domaines et du timbre à Saint-Béat                                    |
|                                          | 1940         | Bertrand Siman               | SFIO                     | Maire de Fos (1929-1941)                                                                                    |
| 1940                                     |              |                              |                          | Les conseils d'arrondissement ont été suspendus par la loi du 12 octobre 1940 et n'ont jamais été réactivés |
| Les données manquantes sont à compléter. |              |                              |                          | |